# Llista d'asteroides/121001–121100
| Nom                     | Designació provisional | Data de descobriment | Lloc de descobriment | Descobridor/s                    |
| ----------------------- | ---------------------- | -------------------- | -------------------- | -------------------------------- |
| 121001 Liangshanxichang | 1998 YW8               | 22 de desembre, 1998 | Xinglong             | BAO Schmidt CCD Asteroid Program |
| 121002 -                | 1998 YZ15              | 22 de desembre, 1998 | Kitt Peak            | Spacewatch                       |
| 121003 -                | 1998 YT19              | 25 de desembre, 1998 | Kitt Peak            | Spacewatch                       |
| 121004 -                | 1998 YQ27              | 29 de desembre, 1998 | Ondřejov             | L. Šarounová                     |
| 121005 -                | 1998 YM31              | 22 de desembre, 1998 | Kitt Peak            | Spacewatch                       |
| 121006 -                | 1999 AG1               | 7 de gener, 1999     | Kitt Peak            | Spacewatch                       |
| 121007 Jiaxingnanhu     | 1999 AT9               | 10 de gener, 1999    | Xinglong             | BAO Schmidt CCD Asteroid Program |
| 121008 Michellecrigger  | 1999 AK10              | 14 de gener, 1999    | Catalina             | CSS                              |
| 121009 -                | 1999 AV10              | 7 de gener, 1999     | Kitt Peak            | Spacewatch                       |
| 121010 -                | 1999 AG18              | 11 de gener, 1999    | Kitt Peak            | Spacewatch                       |
| 121011 -                | 1999 AW18              | 13 de gener, 1999    | Kitt Peak            | Spacewatch                       |
| 121012 -                | 1999 AP19              | 13 de gener, 1999    | Kitt Peak            | Spacewatch                       |
| 121013 -                | 1999 AG21              | 13 de gener, 1999    | Višnjan Observatory  | K. Korlević                      |
| 121014 -                | 1999 AJ22              | 13 de gener, 1999    | Xinglong             | BAO Schmidt CCD Asteroid Program |
| 121015 -                | 1999 AO27              | 10 de gener, 1999    | Kitt Peak            | Spacewatch                       |
| 121016 Christopharnold  | 1999 BW3               | 18 de gener, 1999    | Drebach              | J. Kandler, G. Lehmann           |
| 121017 -                | 1999 BG4               | 19 de gener, 1999    | San Marcello         | A. Boattini, M. Tombelli         |
| 121018 -                | 1999 BC6               | 20 de gener, 1999    | Caussols             | ODAS                             |
| 121019 Minodamato       | 1999 BO7               | 20 de gener, 1999    | Campo Catino         | Campo Catino                     |
| 121020 -                | 1999 BV8               | 22 de gener, 1999    | Višnjan Observatory  | K. Korlević                      |
| 121021 -                | 1999 BB13              | 24 de gener, 1999    | Višnjan Observatory  | K. Korlević                      |
| 121022 Galliano         | 1999 BR13              | 20 de gener, 1999    | Caussols             | ODAS                             |
| 121023 -                | 1999 BV25              | 18 de gener, 1999    | Socorro              | LINEAR                           |
| 121024 -                | 1999 BK26              | 16 de gener, 1999    | Kitt Peak            | Spacewatch                       |
| 121025 -                | 1999 BV26              | 16 de gener, 1999    | Kitt Peak            | Spacewatch                       |
| 121026 -                | 1999 BH27              | 16 de gener, 1999    | Kitt Peak            | Spacewatch                       |
| 121027 -                | 1999 BS27              | 17 de gener, 1999    | Kitt Peak            | Spacewatch                       |
| 121028 -                | 1999 BB29              | 18 de gener, 1999    | Kitt Peak            | Spacewatch                       |
| 121029 -                | 1999 BL29              | 18 de gener, 1999    | Kitt Peak            | Spacewatch                       |
| 121030 -                | 1999 BM29              | 18 de gener, 1999    | Kitt Peak            | Spacewatch                       |
| 121031 -                | 1999 BU30              | 19 de gener, 1999    | Kitt Peak            | Spacewatch                       |
| 121032 Wadesisler       | 1999 BN33              | 23 de gener, 1999    | Catalina             | CSS                              |
| 121033 -                | 1999 CU                | 5 de febrer, 1999    | Oizumi               | T. Kobayashi                     |
| 121034 -                | 1999 CF1               | 6 de febrer, 1999    | Oizumi               | T. Kobayashi                     |
| 121035 -                | 1999 CP3               | 10 de febrer, 1999   | Socorro              | LINEAR                           |
| 121036 -                | 1999 CH6               | 10 de febrer, 1999   | Socorro              | LINEAR                           |
| 121037 -                | 1999 CV6               | 10 de febrer, 1999   | Socorro              | LINEAR                           |
| 121038 -                | 1999 CU10              | 12 de febrer, 1999   | Socorro              | LINEAR                           |
| 121039 -                | 1999 CQ11              | 12 de febrer, 1999   | Socorro              | LINEAR                           |
| 121040 -                | 1999 CP13              | 14 de febrer, 1999   | Caussols             | ODAS                             |
| 121041 -                | 1999 CD15              | 11 de febrer, 1999   | Socorro              | LINEAR                           |
| 121042 -                | 1999 CA16              | 11 de febrer, 1999   | Socorro              | LINEAR                           |
| 121043 -                | 1999 CD24              | 10 de febrer, 1999   | Socorro              | LINEAR                           |
| 121044 -                | 1999 CM26              | 10 de febrer, 1999   | Socorro              | LINEAR                           |
| 121045 -                | 1999 CV29              | 10 de febrer, 1999   | Socorro              | LINEAR                           |
| 121046 -                | 1999 CD34              | 10 de febrer, 1999   | Socorro              | LINEAR                           |
| 121047 -                | 1999 CM41              | 10 de febrer, 1999   | Socorro              | LINEAR                           |
| 121048 -                | 1999 CF42              | 10 de febrer, 1999   | Socorro              | LINEAR                           |
| 121049 -                | 1999 CD46              | 10 de febrer, 1999   | Socorro              | LINEAR                           |
| 121050 -                | 1999 CX49              | 10 de febrer, 1999   | Socorro              | LINEAR                           |
| 121051 -                | 1999 CG50              | 10 de febrer, 1999   | Socorro              | LINEAR                           |
| 121052 -                | 1999 CP51              | 10 de febrer, 1999   | Socorro              | LINEAR                           |
| 121053 -                | 1999 CA54              | 10 de febrer, 1999   | Socorro              | LINEAR                           |
| 121054 -                | 1999 CX73              | 12 de febrer, 1999   | Socorro              | LINEAR                           |
| 121055 -                | 1999 CZ75              | 12 de febrer, 1999   | Socorro              | LINEAR                           |
| 121056 -                | 1999 CA80              | 12 de febrer, 1999   | Socorro              | LINEAR                           |
| 121057 -                | 1999 CA89              | 10 de febrer, 1999   | Socorro              | LINEAR                           |
| 121058 -                | 1999 CD92              | 10 de febrer, 1999   | Socorro              | LINEAR                           |
| 121059 -                | 1999 CO93              | 10 de febrer, 1999   | Socorro              | LINEAR                           |
| 121060 -                | 1999 CH111             | 12 de febrer, 1999   | Socorro              | LINEAR                           |
| 121061 -                | 1999 CY112             | 12 de febrer, 1999   | Socorro              | LINEAR                           |
| 121062 -                | 1999 CF116             | 12 de febrer, 1999   | Socorro              | LINEAR                           |
| 121063 -                | 1999 CO121             | 11 de febrer, 1999   | Socorro              | LINEAR                           |
| 121064 -                | 1999 CW132             | 9 de febrer, 1999    | Kitt Peak            | Spacewatch                       |
| 121065 -                | 1999 CX132             | 9 de febrer, 1999    | Kitt Peak            | Spacewatch                       |
| 121066 -                | 1999 CW135             | 8 de febrer, 1999    | Kitt Peak            | Spacewatch                       |
| 121067 -                | 1999 CN145             | 8 de febrer, 1999    | Kitt Peak            | Spacewatch                       |
| 121068 -                | 1999 CT147             | 10 de febrer, 1999   | Kitt Peak            | Spacewatch                       |
| 121069 -                | 1999 CK149             | 13 de febrer, 1999   | Kitt Peak            | Spacewatch                       |
| 121070 -                | 1999 CS149             | 13 de febrer, 1999   | Kitt Peak            | Spacewatch                       |
| 121071 -                | 1999 CT149             | 13 de febrer, 1999   | Kitt Peak            | Spacewatch                       |
| 121072 -                | 1999 DP3               | 17 de febrer, 1999   | Farpoint             | G. Hug, G. Bell                  |
| 121073 -                | 1999 EL12              | 15 de març, 1999     | Socorro              | LINEAR                           |
| 121074 -                | 1999 FA2               | 16 de març, 1999     | Kitt Peak            | Spacewatch                       |
| 121075 -                | 1999 FA3               | 17 de març, 1999     | Kitt Peak            | Spacewatch                       |
| 121076 -                | 1999 FB3               | 17 de març, 1999     | Kitt Peak            | Spacewatch                       |
| 121077 -                | 1999 FG3               | 17 de març, 1999     | Kitt Peak            | Spacewatch                       |
| 121078 -                | 1999 FP3               | 19 de març, 1999     | Socorro              | LINEAR                           |
| 121079 -                | 1999 FP4               | 17 de març, 1999     | Kitt Peak            | Spacewatch                       |
| 121080 -                | 1999 FO6               | 17 de març, 1999     | Caussols             | ODAS                             |
| 121081 -                | 1999 FN7               | 20 de març, 1999     | Socorro              | LINEAR                           |
| 121082 -                | 1999 FP13              | 19 de març, 1999     | Kitt Peak            | Spacewatch                       |
| 121083 -                | 1999 FV16              | 23 de març, 1999     | Kitt Peak            | Spacewatch                       |
| 121084 -                | 1999 FY16              | 23 de març, 1999     | Kitt Peak            | Spacewatch                       |
| 121085 -                | 1999 FA18              | 23 de març, 1999     | Kitt Peak            | Spacewatch                       |
| 121086 -                | 1999 FB18              | 23 de març, 1999     | Kitt Peak            | Spacewatch                       |
| 121087 -                | 1999 FO18              | 22 de març, 1999     | Anderson Mesa        | LONEOS                           |
| 121088 -                | 1999 FX20              | 24 de març, 1999     | Kleť                 | Kleť                             |
| 121089 Vyšší Brod       | 1999 FH21              | 24 de març, 1999     | Kleť                 | Kleť                             |
| 121090 -                | 1999 FM27              | 19 de març, 1999     | Socorro              | LINEAR                           |
| 121091 -                | 1999 FG34              | 19 de març, 1999     | Socorro              | LINEAR                           |
| 121092 -                | 1999 FG40              | 20 de març, 1999     | Socorro              | LINEAR                           |
| 121093 -                | 1999 FO46              | 20 de març, 1999     | Socorro              | LINEAR                           |
| 121094 -                | 1999 FY48              | 20 de març, 1999     | Socorro              | LINEAR                           |
| 121095 -                | 1999 FM49              | 20 de març, 1999     | Socorro              | LINEAR                           |
| 121096 -                | 1999 FG51              | 20 de març, 1999     | Socorro              | LINEAR                           |
| 121097 -                | 1999 FM54              | 20 de març, 1999     | Socorro              | LINEAR                           |
| 121098 -                | 1999 FL55              | 20 de març, 1999     | Socorro              | LINEAR                           |
| 121099 -                | 1999 FV55              | 20 de març, 1999     | Socorro              | LINEAR                           |
| 121100 -                | 1999 FS62              | 22 de març, 1999     | Anderson Mesa        | LONEOS                           |